# Moneron
Moneron (in russo Монерон?; in giapponese 海馬島?, Kaibatō; in ainu Todomoshiri) è un'isola russa che si trova nello stretto dei Tartari, 43 km al largo della costa sud-ovest di Sachalin, nel mare del Giappone, nell'Estremo Oriente russo. L'isola appartiene amministrativamente all'oblast' di Sachalin.
Moneron è stata il primo parco marino naturale della Russia. Nel 2008, è stato aperto sull'isola un complesso turistico.

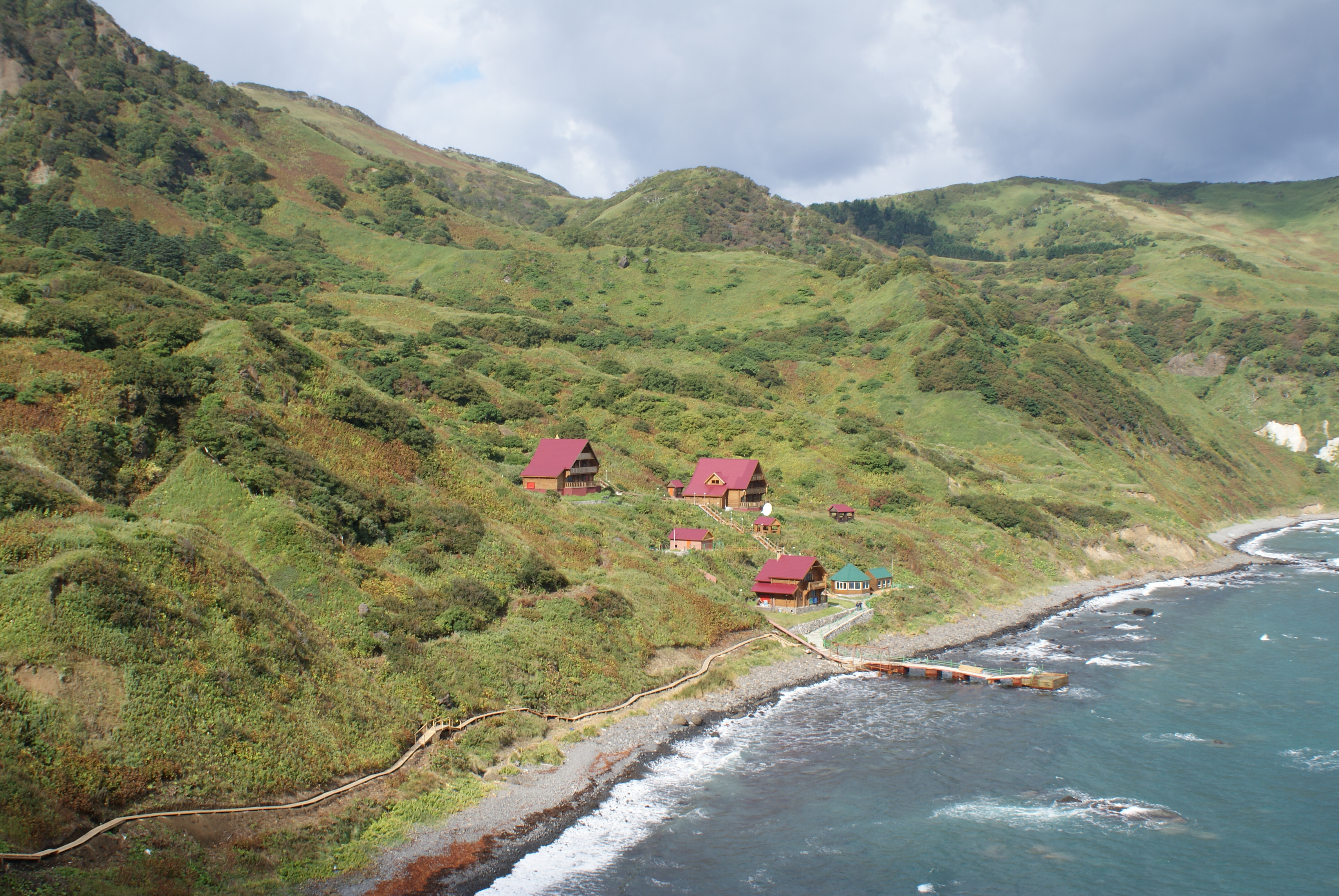
Complesso turistico

## Geografia
L'isola è di origine vulcanica; il punto più alto, il monte Staritskogo (гора Старицкого) ha un'altezza di 439,3 m. Attorno all'isola ci sono alcuni piccoli isolotti rocciosi: gli isolotti Krasnye (острова Красные), il Piramidal'nyj (остров Пирамидальный) e i Vostočnye (острова Восточные) vicino alla costa orientale, altri lungo la costa meridionale. I maggiori corsi d'acqua sono il fiume Uso (река Усо, lungo 2,5 km) e il fiume Moneron (река Монерон, di 1,5 km).

## Storia
Moneron era originariamente abitata dal popolo Ainu, che la chiamò Todomoshiri (Isola dei leoni di mare). Nel XVIII secolo appartenne ai giapponesi del clan Matsumae. L'isola deve il suo attuale nome al navigatore francese Jean-François de La Pérouse, che le diede il nome dell'ingegnere capo della sua spedizione: Paul Mérault Monneron.

## Flora
La maggior parte delle foreste è stata abbattuta durante la dominazione giapponese e attualmente coprono solo il 20% dell'isola. Vi sono prati e vitigni di uva selvatica. Nei mesi di luglio e agosto fioriscono campanule, margherite e apiaceae. Sono presenti il Viburnum, il sorbo, la rosa rugosa, il gelso, l'Acer pictum, la Betula ermanii, l'ontano verde, varie specie di salice e una specie di bambù (il Sasa kurilensis).

## Fauna

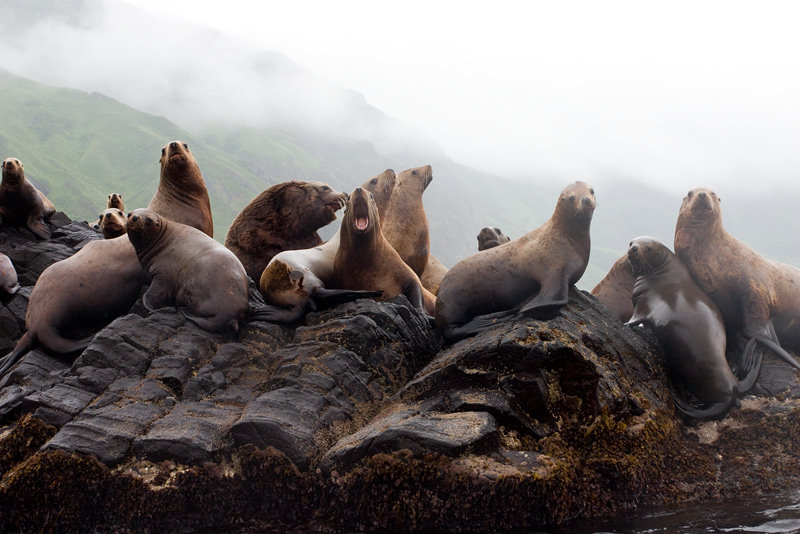
Leoni marini di Steller sull'isola Moneron

Data la penetrazione sull'isola di mammiferi carnivori (volpe e zibellino), le colonie di uccelli marini vivono prevalentemente sugli isolotti e sugli scogli che la circondano. C'è un grande colonia di gabbiani giapponesi e di alca minore rinoceronte. È presente anche l'uccello delle tempeste codaforcuta, il cormorano giapponese e quello pelagico (Phalacrocorax capillatus e Phalacrocorax pelagicus), e il gabbiano dorsoardesia.
Su alcune parti della costa vi sono colonie di foche e di leoni marini di Steller. L'influenza della corrente calda di Tsushima determina l'esistenza nelle acque intorno all'isola di specie subtropicali di molluschi come l'abalone, il riccio di mare e le stelle marine.